# Wierzbica Górna
Wierzbica Górna (deutsch bis 1911 Polnisch Würbitz, 1911–1936 Würbitz, 1936–1945 Oberweiden O.S.) ist ein Ort der Gmina Wołczyn in der Woiwodschaft Opole in Polen.

## Geographie

### Geographische Lage
Wierzbica Dolna liegt im nordwestlichen Teil Oberschlesiens im Kreuzburger Land. Das Dorf Wierzbica Górna liegt rund fünf Kilometer westlich vom Gemeindesitz Wołczyn, rund 19 Kilometer nordwestlich der Kreisstadt Kluczbork und etwa 50 Kilometer nördlich der Woiwodschaftshauptstadt Oppeln.
Westlich des Dorfes fließt die Czarna Woda (Schwarzwasser), ein rechter Nebenfluss des Stobers. Wierzbica Dolna liegt an der Bahnstrecke Kluczbork–Wrocław mit dem Haltepunkt Wierzbica Dolna. Durch den Ort führt die Landesstraße Droga krajowa 42.

### Nachbarorte
Nachbarorte von Wierzbica Dolna sind Norden Wierzbica Dolna (Deutsch Würbitz), im Osten Ligota Wołczyńska (Konstadt-Ellguth), im Südosten  Brynica  (Brinitze) und im Westen Duczów Wielki (Groß Deutschen).

## Geschichte

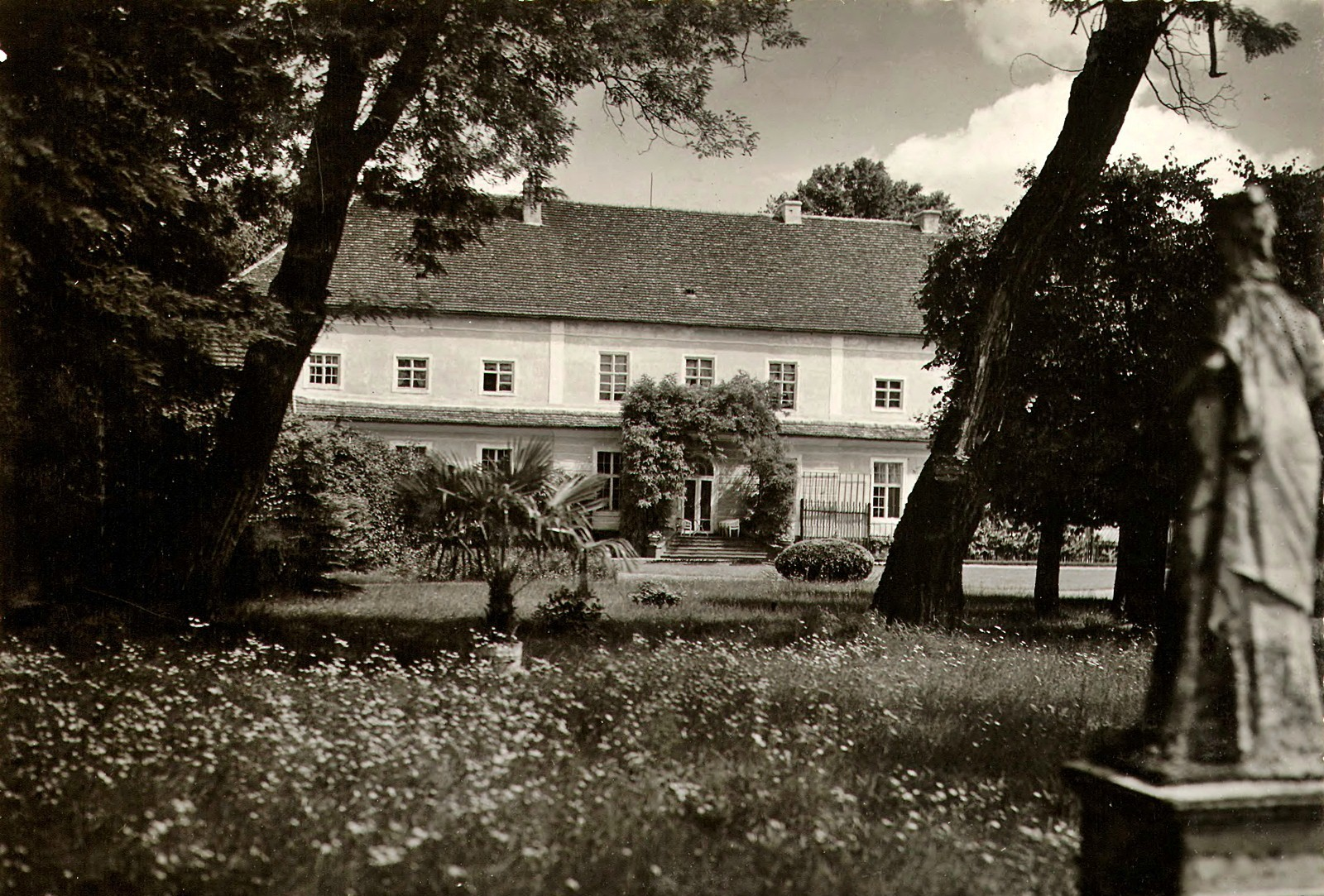
Schloss Würbitz um 1930

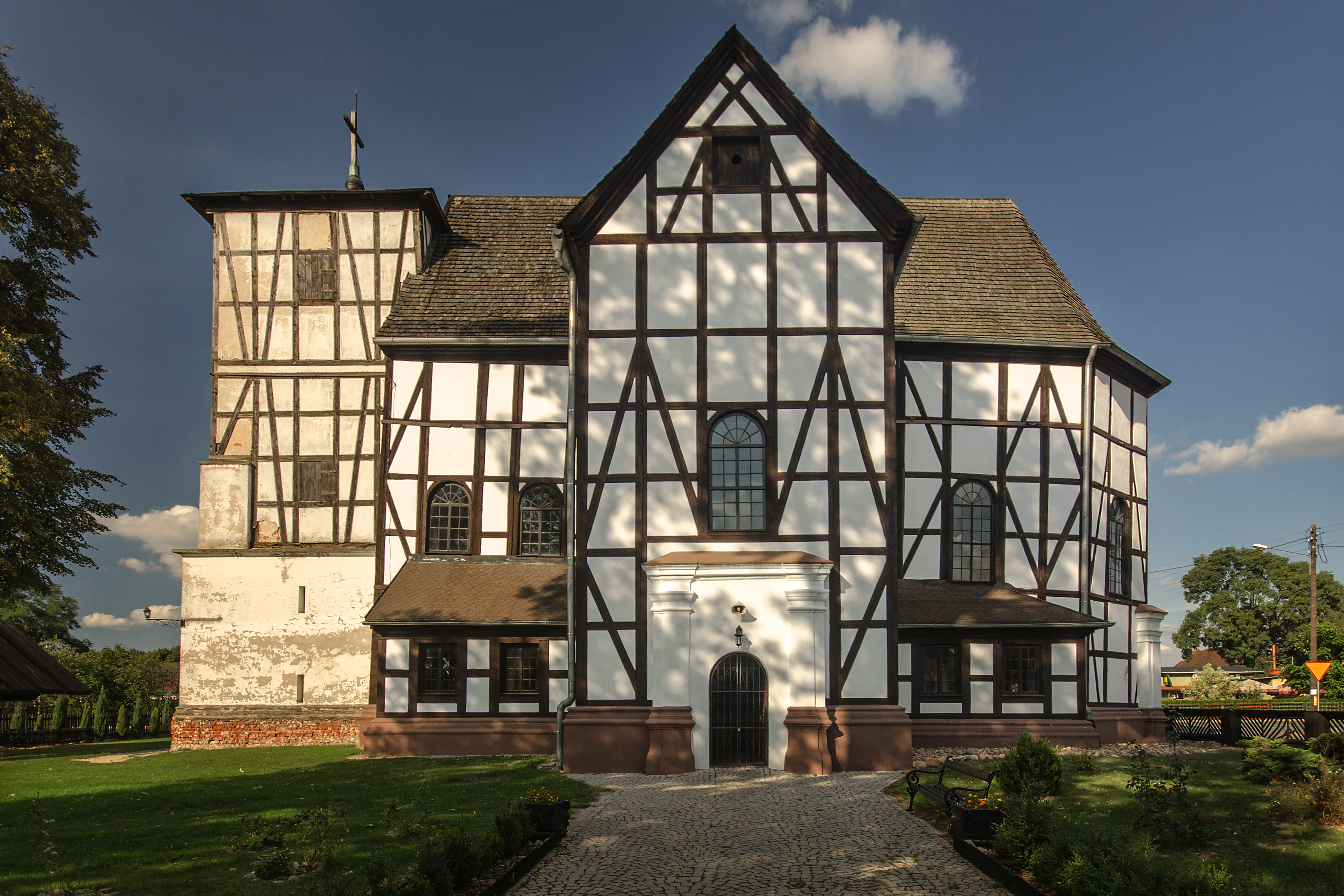
Kirche St. Hyazinth

Das Dorf wird 1406 erstmals als polnischin Wirbicz erwähnt. Der Ortsname leitet sich vom polnischen Wort wierzby (dt. Weide) ab. Der slawische Name Wierzbica bedeutet demnach Weidendorf.
1719 wurde der Grundstein für die Fachwerkkirche gelegt. Ende 1719 konnte der erste Gottesdienst in der Kirche gefeiert werden. 1791 wird das spätbarocke Schloss Würbitz erbaut.
1811 wird in Polnisch Würbitz eine Zuckerfabrik erbaut, die zu den ersten in Schlesien zählt. 1845 wird der polnische Name des Dorfes als Polska Wierzbica erwähnt. Im gleichen Jahre bestanden im Dorf unter anderem ein Schloss, eine evangelische Kirche, eine evangelische Schule, eine Brennerei und einer Ziegelei. 1845 lebten in Polnisch Würbitz 1020 Menschen, davon 90 katholisch und neun jüdisch. 1860 wird eine neue steinerne Schule im Ort erbaut. 1861 lebten in Polnisch Würbitz 1175 Menschen. 1874 wurde der Amtsbezirk Polnisch Würbitz gegründet. Erster Amtsvorsteher war der Rentmeister Wilhelm Schwinge.
1911 erfolgte die Umbenennung der Landgemeinde Polnisch Würbitz in Würbitz. 1933 lebten in Würbitz 1147 Menschen. Am 27. Mai 1936 wird der Name des Ortes in Oberweiden O.S. geändert. 1939 lebten in Oberweiden O.S. 1303 Menschen. Bis 1945 gehörte das Dorf zum Landkreis Kreuzburg O.S.
Als Folge des Zweiten Weltkriegs fiel Oberweiden O.S. 1945 wie der größte Teil Schlesiens unter polnische Verwaltung. Nachfolgend wurde der Ort in Wierzbica Górna umbenannt und der Woiwodschaft Schlesien angeschlossen. 1950 wurde es der Woiwodschaft Oppeln eingegliedert. 1999 kam Wąsice zum neu gegründeten Powiat Kluczborski (Kreis Kreuzburg).

## Sehenswürdigkeiten
- Die römisch-katholische Kirche St. Hyazinth (poln. Kościół pw. Św. Jacka) wurde 1719 als Fachwerkkirche erbaut. Die Kirche wurde an Stelle einer bereits im Mittelalter erbauten Kapelle erbaut. Gestiftet wurde die neue Kirche von Joachim Wenzel. Die Kirche besitzt einen dreiseitig geschlossenen Chor und einen niedrigen quadratischen Turm an der Westseite. Der barocke Hauptaltar stammt aus dem Jahr 1729.[8] Die Kirche steht seit 1964 unter Denkmalschutz.[9]
- Das Schloss Würbitz wurde 1791 im barocken Stil erbaut. Seit 1964 steht das Schloss unter Denkmalschutz.[9] Es steht heute leer und verfällt.
- Denkmal für die Gefallenen des Ersten Weltkriegs an der Kirche – Namenstafeln sind nicht mehr erhalten
- Empfangsgebäude des Bahnhofes – 1890 erbaut[10]